# Marcel Artelesa
Marcel Artelesa (* 2. Juli 1938 in Pont-Sainte-Marie, Département Aube; † 23. September 2016 in Mergey) war ein französischer Fußballspieler.

## Vereinskarriere
Marcel Artelesa arbeitete nach der Schulzeit wie sein Vater als Maurer, was ihm später den Spitznamen le Maçon eintrug, und spielte eher nebenher Fußball. Mit 18 holte der benachbarte Zweitdivisionär AS Troyes-Savinienne den Abwehrspieler in seine Ligamannschaft, wo er sich schnell etablierte. Nach drei Jahren gelang Troyes der Aufstieg in die erste Division; Artelesa kam in 34 der 38 Punktspiele zum Einsatz, erzielte auch einen Treffer, doch am Ende der Saison 1960/61 landete die ASTS, die 28 ihrer Partien verloren und nur fünf gewonnen hatte, weit abgeschlagen auf dem letzten Tabellenplatz.
Die AS Monaco sicherte sich daraufhin die Dienste des „aufgeweckten, soliden und energischen, dabei eleganten Innenverteidigers“. Bei den Monegassen hatte Trainer Lucien Leduc um Spieler wie Michel Hidalgo, Lucien Cossou, „Théo“ Szkudlapski und Albertus Carlier eine spielstarke Mannschaft aufgebaut, zu der 1961 mit Yvon Douis noch ein weiterer Routinier stieß – und in der er die Rolle als Abwehrchef in der Nachfolge von Raymond Kaelbel dem noch relativ unerfahrenen Marcel Artelesa anvertraute. Dieser rechtfertigte in den folgenden fünf Jahren Leducs Vertrauen, fehlte lediglich in einer Handvoll Punktspielen, bestritt gleich zu Beginn seine ersten beiden Europapokalspiele gegen die Glasgow Rangers und führte die ASM am Ende der Saison 1962/63 zu ihrem bis dahin größten Erfolg, dem Doublé, also dem Meistertitel und dem Gewinn des Landespokals. Für den Pokalsieg benötigte Monaco allerdings zwei Spiele, denn im ersten Finale gegen Olympique Lyon hatte der Trainer – dank seines „Maurers“ auch erfolgreich – „den Beton angerührt“, und nach 120 Minuten pfiffen die Zuschauer im Olympiastadion von Colombes beide Mannschaften für das erste torlose Endspiel der Wettbewerbsgeschichte aus. Im Wiederholungsmatch vor nicht einmal 25.000 Zuschauern hielt Monacos Abwehr den eigenen Kasten erneut dicht, war in der Offensive aber etwas aktiver und dabei zweimal erfolgreich. Vier Monate später wurde Artelesa auch zum Nationalspieler, und die folgende Spielzeit beendete Monaco als Vizemeister; er selbst wurde zudem von France Football mit der Étoile d’Or 1963/64 ausgezeichnet, war damit gleichzeitig Frankreichs Fußballer des Jahres. Im parallel dazu ausgetragenen Europapokal der Landesmeister setzte seine Elf sich in der Vorrunde souverän gegen AEK Athen durch, scheiterte anschließend allerdings an Inter Mailand.
Es schlossen sich zwei Saisons an, in denen die AS auch in der Division 1 nur mehr Mittelfeldränge belegte. Marcel Artelesa wurde daraufhin nach 172 Punktspielen mit fünf Treffern 1966 zu Olympique Marseille abgegeben. Dort sorgte er an der Seite von Jean Djorkaeff und Jacques Novi bei 75 Ligaeinsätzen in zwei Jahren für eine stabile Abwehr als Basis für zwei vordere Platzierungen in der Abschlusstabelle; eine echte Meisterschaftschance besaß Marseille gegen die AS Saint-Étienne allerdings weder 1967 noch 1968. 1968/69 folgte ein „schwarzes Jahr“, als er – nun bei OGC Nizza unter Vertrag – zum ersten Mal an einer langwierigen Verletzung laborierte, zu lediglich 17 D1-Einsätzen kam und nach Nizzas Abstieg zum Racing FC Paris-Neuilly wechseln musste. Mit diesem Zweitdivisionär erreichte der Innenverteidiger überraschend 1970 das Pokal-Viertelfinale, in dem seine Mannschaft die höherklassige US Valenciennes-Anzin in ein drittes Spiel zwang: in Artelesas alter Heimat Troyes verpasste Neuilly mit 1:2 jedoch den Einzug in die Vorschlussrunde. Nur wenige Wochen später kehrte er in dieses Stadion zurück, weil er sich seinem inzwischen in Troyes Aube Football umbenannten, ersten Profiklub angeschlossen hatte, für den er anschließend weiterhin regelmäßig auflief und den er 1973 sogar noch in die erste Liga zurückführte.
Gleich anschließend beendete der 35-Jährige seine Spielerlaufbahn. Er arbeitete fortan in der Gemeindeverwaltung von Romilly-sur-Seine und trainierte lange Zeit die Amateurelf der USM Romilly.

### Stationen
- Association Sportive Troyes-Savinienne (1957–1961, davon 1957–1960 in D2)
- Association Sportive de Monaco (1961–1966)
- Olympique de Marseille (1966–1968)
- Olympique Gymnaste Club de Nice (1968/69)
- Racing FC Paris-Neuilly (ab 1970: Racing Paris-Joinville) (1969/70, in D2)
- Troyes Aube Football (1970–1973, in D2)

## In der Nationalmannschaft
Marcel Artelesa debütierte im September 1963 bei einem Qualifikationsspiel zur Europameisterschaft gegen Bulgarien in der A-Nationalelf Frankreichs. Anschließend bestritt er auch 19 der folgenden 20 Länderspiele. 1966 stand er im französischen Weltmeisterschaftsaufgebot und spielte in allen drei Vorrundenpartien der WM. Frankreichs frühzeitiges Ausscheiden in England läutete auch das Ende seiner internationalen Karriere ein. Der freundschaftliche 3:0-Sieg in Luxemburg im November 1966 war sein 21. und letztes Länderspiel; darin trug er, wie schon achtmal vorher seit Oktober 1965, die Spielführerbinde der Bleus.
An die Luxemburger hat Artelesa besonders gute Erinnerungen, denn auch in seinen beiden früheren Begegnungen mit dem Nachbarn blieben die Franzosen siegreich (2:0 im Oktober 1964 und 4:1 im November 1965). Und in dem 1964er-Spiel gelang ihm zudem sein einziger Torerfolg im blauen Dress, als er mit dem Ball aus der eigenen Hälfte bis an den gegnerischen Strafraum lief und von dort aus abschloss. Gegen andere Nationalteams aus dem deutschsprachigen Raum hat er hingegen nur einmal gespielt – das war im November 1963 beim 2:2 gegen die Schweizer „Nati“.

## Palmarès
- Französischer Meister: 1963
- Französischer Pokalsieger: 1963
- 21 A-Länderspiele, 1 Tor; WM-Teilnehmer 1966
- 6 Spiele im Europapokal der Landesmeister
- 298 Erstligaeinsätze (6 Treffer) und 192 Zweitligaspiele[12]
- Auszeichnung mit der Étoile d’Or als Frankreichs Fußballer des Jahres: 1963/64
- Teilnahme an den Olympischen Spielen 1960